# Bethel (New York)
Bethel ist ein Ort im US-Bundesstaat New York, im Sullivan County. Das U.S. Census Bureau hat bei der Volkszählung 2020 eine Einwohnerzahl von 3.959 ermittelt.
Berühmt wurde der Ort durch das 1969 im Ortsteil White Lake auf Weidenfeldern abgehaltene Woodstock-Festival.

## Geographie
Nach Angaben des United States Census Bureau hat Bethel eine Gesamtfläche von 233,0 km². 220,8 km² davon sind Land- und 12,2 km² (5,24 %) Wasserfläche. Der Ort liegt in der Nähe mehrerer Seen. Zu diesen gehören White Lake, Kauneonga Lake, Silver Lake und Lake Superior, letzterer ist Teil des State Parks gleichen Namens.

## Geschichte
Die ersten Siedler kamen um 1795 in der Nähe der heutigen Gemeinden Bethel and White Lake an. Die Stadt Bethel wurde 1809 aus Teilen der Stadt Lumberland gebildet. In der Mitte des 19. Jahrhunderts begann die Tourismusindustrie zu wachsen. Bethel war während des 20. Jahrhunderts Standort mehrerer Hotels, die Teil des „Borscht Belt“ waren und von zahlreichen Sleepaway Camps, einschließlich Camp Ma-Ho-Ge, Camp Chipinaw, and Camp Ranger – alle am Silver Lake gelegen.
Bethel tauchte 1969 erstmals auf der Weltkarte auf, als sich fast eine halbe Million Menschen für drei Tage voller Frieden und Musik in der Nähe von Max Yasgurs Farm trafen. Der über das Woodstock-Festival gedrehte Dokumentarfilm, erschienen 1970, zeigt Interviews mit mehreren Einwohnern von Bethel, darunter Art Vassmer, Miteigentümer von Vassmers General Store in Kauneonga Lake. 2006 eröffnete Bethel Woods am originalen Woodstock-Ort als ein Veranstaltungsort für moderne darstellende Kunst.